# Leuconostoc
Leuconostoc è un genere di batteri gram-positivi, di forma coccoide ovoide e spesso associati in catena, in grado di realizzare la fermentazione eterolattica. Moderatamente sensibili ad ampicillina e penicillina, mostrano invece resistenza nei confronti della vancomicina. Alcune specie appartenenti al genere Leuconostoc sono note anche per la loro capacità di trasformare il saccarosio in destrosio.
Morfologicamente simile al genere Streptococcus, il genere Leuconostoc condivide molte caratteristiche fenotipiche con i Lactobacillus e i Pediococcus e tutti e tre questi generi di batteri vengono spesso isolati dallo stesso habitat. Alcune specie di Leuconostoc sono state riclassificate come Oenococcus oeni o spostate all'interno del genere Weissella o Fructobacillus.

## Storia
La specie principale, Leuconostoc mesenteroides, venne originariamente descritta nel 1878 da Philippe Édouard Léon van Tieghem all'interno del suo lavoro Sur la gomme de sucrerie. Riscontrata nel succo di barbabietola e nella melassa, fin dalla sua scoperta ne venne evidenziata la capacità di trasformare la massa zuccherina in una massa gelatinosa in meno di 12 ore.

## Industria alimentare
I batteri appartenenti al genere Leuconostoc vengono impiegati nella produzione di cibi fermentati quali i latticini, ortaggi e cereali fermentati. D'altra parte questo stesso genere di batteri è pure implicato nel deterioramento degli alimenti, in particolare della carne e dei preparati a base di carne; svolgono anche un effetto negativo all'interno del processo di produzione dello zucchero.

## Medicina
Le specie di Leuconostoc possono comportarsi da patogeni opportunisti in pazienti immunocompromessi. Essi sono principalmente associati a batteremia dovuta a dispositivi intravascolari e alla nutrizione parenterale totale. Sono stati descritti anche altri generi di infezione dovuti a Leuconostoc tra cui meningiti, infezioni ematiche, infezioni delle vie urinarie e peritoniti.

## Specie
- Leuconostoc carnosum
- Leuconostoc citreum
- Leuconostoc durionis
- Leuconostoc fallax
- Leuconostoc ficulneum
- Leuconostoc fructosum
- Leuconostoc garlicum
- Leuconostoc gasicomitatum
- Leuconostoc gelidum
- Leuconostoc inhae
- Leuconostoc kimchii
- Leuconostoc lactis
- Leuconostoc mesenteroides
- Leuconostoc pseudoficulneum
- Leuconostoc pseudomesenteroides